# Tomasz Obertyński
Tomasz Obertyński (ur. 8 czerwca 1896 w Poczapińcach, w powiecie kamienieckim guberni podolskiej, zm. wiosną 1940 w Charkowie) – pułkownik dyplomowany piechoty Wojska Polskiego, ofiara zbrodni katyńskiej.

## Życiorys
Syn Aleksandra i Heleny z Zamojskich. Urodził się w rodzinie ziemiańskiej. Absolwent szkoły realnej i gimnazjum z maturą w Płoskirowie. Należał do tajnego harcerstwa. Od listopada 1914 w armii rosyjskiej. Przeniesiony do I Korpusu Polskiego, walczył z Niemcami i bolszewikami. Po rozbrojeniu Korpusu znalazł się w Kijowie, wstąpił do POW. Od sierpnia 1918 jako podporucznik w 4 Dywizji gen. Żeligowskiego. Od grudnia 1918 w niewoli ukraińskiej, z której zbiegł i przedostał się do Polski. Wstąpił do WP, otrzymał przydział do 2 pułku piechoty Legionów, był adiutantem pułku. W 1920, w czasie wojny z bolszewikami był adiutantem IV Brygady Piechoty Legionów.
Z dniem 20 sierpnia 1922 został przeniesiony z dowództwa 30 Dywizji Piechoty do 83 pułku piechoty w Kobryniu na stanowisko pełniącego obowiązki dowódcy I batalionu. Z dniem 1 listopada 1924 został powołany do Wyższej Szkoły Wojennej w Warszawie, w charakterze słuchacza Kursu Normalnego. Z dniem 11 października 1926, po ukończeniu studiów i uzyskaniu dyplomu naukowego oficera Sztabu Generalnego, został przydzielony do składu osobowego inspektora armii, generała dywizji Wacława Fary z siedzibą w Wilnie. 11 czerwca 1927 został przeniesiony do Dowództwa Obszaru Warownego „Wilno” na stanowisko szefa sztabu. 23 grudnia 1929 został przeniesiony do składu osobowego inspektora armii w Wilnie na stanowisko oficera sztabu. 9 grudnia 1932 został przeniesiony ze składu osobowego inspektora armii, generała dywizji Stefana Dąb-Biernackiego do Sztabu Głównego w Warszawie. 26 stycznia 1934  ogłoszono jego przeniesienie do 85 pułku piechoty w Nowej Wilejce na stanowisko zastępcy dowódcy pułku. W listopadzie 1935 objął dowództwo 51 pułku piechoty Strzelców Kresowych w Brzeżanach. W styczniu 1938 został przeniesiony do garnizonu Wilno i wyznaczony na stanowisko I oficera sztabu Inspektora Armii, generała dywizji Stefana Dąb-Biernackiego.
Tomasz Obertyński był żonaty z Marią Swolkień, a owocem ich związku była córka Hanna (ur. 1923).

W czasie kampanii wrześniowej 1939 był szefem sztabu Armii „Prusy”, a następnie Frontu Północnego. Po agresji ZSRR na Polskę w nieznanych okolicznościach dostał się do niewoli sowieckiej. Przebywał w obozie w Starobielsku. Wiosną 1940 został zamordowany w Charkowie przez funkcjonariuszy NKWD i pogrzebany w bezimiennej mogile zbiorowej w Piatichatkach, gdzie od 17 czerwca 2000 mieści się oficjalnie Cmentarz Ofiar Totalitaryzmu w Charkowie.
Postanowieniem nr 112-48-07 Prezydenta Rzeczypospolitej Polskiej Lecha Kaczyńskiego z 5 października 2007 został awansowany pośmiertnie do stopnia generała brygady. Awans został ogłoszony 9 listopada 2007 w Warszawie, w trakcie uroczystości „Katyń Pamiętamy – Uczcijmy Pamięć Bohaterów”.

## Awanse
- porucznik – 4 czerwca 1920 roku z dniem 1 grudnia 1919[15]
- kapitan – 3 maja 1922 zweryfikowany ze starszeństwem z dniem 1 czerwca 1919 i 363. lokatą w korpusie oficerów piechoty
- major – 1 grudnia 1924 ze starszeństwem z dniem 15 sierpnia 1924 roku i 125. lokatą w korpusie oficerów piechoty
- podpułkownik – ze starszeństwem z dniem 1 stycznia 1931 w korpusie oficerów piechoty
- pułkownik – 19 marca 1938

## Ordery i odznaczenia
- Krzyż Srebrny Orderu Wojskowego Virtuti Militari nr 407 (19 lutego 1922)[16][8]
- Krzyż Niepodległości (3 maja 1932)[17]
- Krzyż Kawalerski Orderu Odrodzenia Polski (11 listopada 1936)[18]
- Krzyż Walecznych (czterokrotnie[8], po raz 2, 3 i 4 w 1921[19])
- Złoty Krzyż Zasługi (18 marca 1932)[20]
- Medal Pamiątkowy za Wojnę 1918–1921[9]
- Medal Dziesięciolecia Odzyskanej Niepodległości[9]
- Odznaka za Rany i Kontuzje
- Odznaka Pamiątkowa Generalnego Inspektora Sił Zbrojnych (12 maja 1936)